# Juan Oliver Astorga
Juan Oliver Astorga (Yecla, Murcia, 1733-Madrid, 12 de febrero de 1830), también conocido como Jean Oliver Astorga, fue un   violinista, flautista y compositor español. Uno de los más importantes músicos del clasicismo español, por desgracia poco conocido y estudiado.  Llevó una vida itinerante por varias ciudades y cortes de Europa, lo que permitió que conociera de primera mano la música que se practicaba en los ambientes más cosmopolitas y avanzados de su tiempo, antes de su regreso a España.

## Vida
Juan Oliver Astorga nació en Yecla, hijo de José Oliver natural de Torredembarra en Tarragona y María Antonia Astorga natural de Zamora. Su partida de bautismo no se conserva, destruida en las semanas anteriores a julio de 1936. Su carrera musical comenzó en la capilla musical de la Iglesia Vieja de Yecla, dirigida por el sacerdote Diego Beltrán del Castillo. Probablemente fue flautista desde niño. A los 17 años se trasladó a Valencia, donde debió instruirse como violinista, sin que se tengan datos de la formación musical que recibió en esta ciudad. Viajó después a Nápoles donde figura como músico en 1752.

### Stuttgart y Fráncfort
En 1760 se trasladó a Stuttgart en el ducado de Württemberg, para trabajar al servicio de su soberano y uno de los mayores protectores de las artes en el siglo XVIII, el XII Duque de Württemberg, rival de Federico II el Grande de Prusia.
En 1762 aparece en la corte de Carlos Eugenio de Wurtemberg en Stuttgart y Ludwigsburg, que contaba con el mayor teatro de la época, el Lustschloss. Entró a formar parte de la orquesta internacional de la gran capilla del futuro Elector, dirigida por el napolitano Niccolò Jommelli. Era la mayor y más refinada de Europa en su tiempo, con cincuenta y seis virtuosos probados, más un conjunto notable de bailarines, decoradores y escenógrafos que suministraban espectáculos fastuosos para sus numerosas residencias. Como muestra del nivel de tales espectáculos, cabe reseñar que uno de los decoradores y pintores de forillos era el veneciano Gian Battista Tiepolo, el último gran decorador del Barroco italiano, cargo que años antes había ocupado Antonio Canal, Canaletto. La formación fue alabada por el célebre aventurero Giacomo Casanova, presente en el teatro de Stuttgart a la vez que Oliver, con el que es posible que tuviese relación, al haber sido el veneciano violinista del teatro San Samuele en su juventud. El estilo musical de Oliver se forjó en la tradición alemana de la corte de Mannheim, sin abandonar las influencias italianas y españolas adquiridas durante sus primeros años en Murcia y Nápoles.
En 1765 Oliver se presentó como consumado violinista en Fráncfort del Meno.

### Estancia en Inglaterra
En 1766 Oliver se instaló en Londres como concertista virtuoso. Su llegada coincide con el periodo de mayor pujanza musical en Gran Bretaña. Tras la muerte de Haendel, ocurrida ocho años antes, seguían desarrollando su actividad Quantz, Geminiani, Boyce, junto a Karl Friedrich Abel y Johann Christian Bach, entre otros grandes nombres de la música de su época. Coincidió con la llegada de otro español procedente de la orquesta del Lustschloss, el oboista Juan Pla. Alquiló unas habitaciones en casa de un fabricante de baúles en Cockspur Street, cerca del Haymarket y de la actual plaza de Trafalgar. Durante su estancia en Inglaterra también vivió en Witham y Rycote junto con otros músicos de los Festivales Bach-Abel. En 1767 estuvo al servicio del IV Conde de Abingdon, Willoughby Bertie, amigo y protector de Haydn, era un aristócrata, político liberal y brillante orador, conocido mecenas, tenía orquesta doméstica y él mismo también era un notable flautista y compositor.
Oliver pronto se integra en los conciertos de la Sociedad Bach-Abel en Hannover House. Fue socio, activo colaborador y amigo de Johann Christian Bach y de Karl Friedrich Abel, protegidos por Bertie. Ambos figuraban entre los más refinados sinfonistas y compositores alemanes de su tiempo. El primero era el hijo menor de Johann Sebastian Bach, que había llegado a Londres en 1759 contratado por el King's Theater para renovar el repertorio operístico, hasta entonces centrado en reponer decadentes óperas de pasticcio. Abel era un compositor y violista de gamba reconocido en todas las cortes norte-europeas, que había sido uno de los últimos alumnos de Bach en Leipzig y de Hasse en Dresde; y se estableció en Londres en 1762.
En el círculo próximo a Oliver también figuraban el musicógrafo y organista Charles Burney, el oboista Johann Christian Fischer, el arpista real Ned Jones, la clavecinista y cantante Lady Mary Duncan, el tenor Gasparo Pacchierotti, Miss Polly Wilkes y el belga John-Joseph Merlin, que era constructor de claves y pianofortes de combinación entre otros artificios prácticos. Era conocido como The Ingenious Mechanick, inventor y constructor al servicio de Don Joaquín Pignatelli de Aragón, conde de Fuentes, embajador de España ante Jorge III. Los salones de Hannover House, los de Princess Street y los bajos de la casa del embajador Pignatelli, donde Merlin tuvo su taller, propiciaron las reuniones de este pequeño grupo de españoles durante años, hasta el final de las actividades de la sociedad de conciertos.
Se conserva un probable retrato suyo, próximo al estilo de Gainsborough, quien mantenía relación de amistad con aquel grupo de músicos y con el propio Bertie.

### Vuelta a España
El inicio de la Guerra de Independencia Americana en 1775 conllevó dificultades económicas para el conde de Abingdon y Oliver decide regresar a España. Contrajo matrimonio con María Antonia Rodríguez, en Madrid o quizá en Yecla, entre los años 1776 y 1780.
En 1777 oposita en Madrid a violín de cámara de Carlos III y obtiene una plaza en el Palacio Real. Se instala en una vivienda de la madrileña Cava Alta, Iglesia de San Pedro el Real. Posiblemente sobrevive algún tiempo dando clases a jóvenes de algunas de las pocas familias de la corte que se interesaban por la música, hasta su entrada en la orquesta privada (Real Cámara) del rey.
El yeclano era persona instruida, con gran facilidad para repentizar. Conocía las cortes de Europa y hablaba varios idiomas. De todos los músicos de palacio fue sin duda el más próximo al espíritu de la Ilustración. Oliver, mencionado como «Don Juan Oliver» en los documentos palatinos, organiza en 1785 la primera restauración del célebre quinteto de cuerda de Stradivarius del Palacio Real de Madrid. Era primer violín de facto junto a Francisco Pareja en la formación privada de Carlos III. En el apogeo de su reputación entra en contacto con Luigi Boccherini que se incorporó como violonchelista suplente a la Real Capilla. Asimismo, coincidió en palacio con Francisco de Goya, el pintor Ginés Andrés de Aguirre, el Conde de Floridablanca, el marqués de Villafranca y Manuel Godoy, para el que creó música. Gozó de la confianza de Carlos IV, con quien mantuvo una relación respetuosa pero cercana.
Durante esta época participa con frecuencia como miembro del tribunal en los ejercicios de oposición para cubrir vacantes de cuerda de la Real Capilla, para las que compone las sonatas de violín y viola destinadas a ser interpretadas a primera vista en estos exámenes, conservadas en el Palacio Real y que suponen, junto a la de otros compositores como Francisco Corselli, Gaetano Brunetti, José Lidón o Felipe de los Ríos entre otros, un compendio de obras de marcado interés musical que constituyen una significativa aportación al repertorio instrumental español de finales del siglo XVIII y primeros años del XIX. En el caso particular de las sonatas para viola, la relevancia es destacable a nivel europeo, ya que supone una adición significativa al repertorio no excesivamente amplio de sonatas contemporáneas para dicho instrumento.
En 1793 y 1794 se enviaron obras suyas al Perú, México y Buenos Aires, en el Virreinato del Río de la Plata.
En 1807, con 74 años, solicitó una limosna a Carlos IV por hallarse cargado de familia y enfermo. Al parecer en esos años cesó en su actividad como compositor. Tras la invasión francesa de 1808, un muy anciano Oliver es nombrado en 1810 -de oficio- violinista principal de la orquesta de cámara del rey intruso José Bonaparte, conocido por el pueblo como «Pepe Botella».

### Padecimientos bajo Fernando VII
En 1814 Fernando VII regresó a España para ocupar legítimamente el trono. Comenzaron entonces purgas contra liberales y afrancesados, acusados de haber colaborado con el invasor. Un año después, con 82 años, Oliver es inculpado de complacencia con los franceses, se pide que su ya miserable sueldo fuese reducido a un tercio, aunque finalmente no se aplica la sanción. José Lidón, músico célebre y compañero de la Cámara Real, intercede en su favor. Poco después solicita que se le exima de asistir a actos en palacio que no sean los propios de la Real Capilla, «por hallarse enfermo y viejo». Desde 1820 sobrevive en cama los últimos diez años de su vida, enfermo de hidropesía y en la miseria. Sin empleo en palacio, su figura parece borrarse de la historia a partir de entonces. Vende todo su ajuar, ropa y efectos personales. Posiblemente fuese ya viudo, puesto que solo es atendido por su hermana Manuela, que era costurera y ocasional lavandera en la corte en Madrid.
El testamento de Oliver está fechado el 29 de marzo de 1829 y deja entrever una extrema pobreza, rayana en la indigencia. Declara ser viudo de Antonia Rodríguez y no menciona hijos vivos. Nombra heredera universal a su nieta María Aquilina Oliver. Vive con su hermana Manuela en un modesto cuarto en la Cava Alta. Parece ser que tiene un sirviente. Malvive vendiendo los últimos objetos que le restan, aun los más modestos. Solo conserva cuatro sillas, la cama y un reloj de madera. No hay mención de instrumento musical alguno ni de papeles de música.
A principios de 1830 lamenta en su codicilo no tener ya metálico suficiente para dejar, como manda a su nieta, siquiera la pobre suma de mil reales de vellón. Tan solo puede ordenar el paupérrimo encargo de treinta misas rezadas, sencillas, por su alma. Como no tenía con qué pagar su entierro, encomendó sus restos a la hermandad formada por músicos de palacio de la que era cofrade, llamada "Real Hermandad de Criados de S. M.".
Falleció a los 97 años el 12 de febrero de 1830 en su casa de la Cava Alta de Madrid. Tras el duelo, acompañado por algunos Hermanos de la Cofradía de San José de músicos de Palacio y por indigentes del Hospicio portando hachones, fue enterrado en el camposanto de la Puerta de Toledo, amortajado con el hábito de San Francisco.

## Obra
La obra de Oliver Astorga es una de las más importantes del siglo XVIII, junto a la de Antonio Soler y a la de sus coetáneos Luigi Boccherini y Cayetano Brunetti, afincados en Madrid al servicio de la corte española durante los reinados de Fernando VI, Carlos III y Carlos IV. Se conserva muy desperdigada en colecciones privadas y numerosos archivos de América y de Europa.
Hacia 1760 compuso tres cantatas, que se conservan hoy en el Real Conservatorio de Bruselas. Utiliza la grafía de su nombre en francés, Jean Oliver Astorga, al igual que durante su estancia en Nápoles había empleado la fonética italiana. Puede tratarse de obras tardías, llegadas a Bruselas por otros caminos. Hay que señalar que el propio duque de Württemberg había nacido en Bruselas, hijo de la princesa belga Maríe-Auguste de Thurn et Taxis y del XI Duque de Württemberg, Karl-Alexander.
Al amparo de Bertie y de otros aristócratas ingleses hizo una serie de publicaciones presentándose como Jean Oliver Astorga. Entre ellas varias colecciones de canciones italianas, francesas e inglesas, así como sonatas para diversos instrumentos. En 1768 publicó Seis sonatas para violín solo y bajo op. 1 (Six sonates á violon et basse), seguidas de Twelve Italian Songs and Duets for Voice, Guitare and Harpsichord op. 2, dedicados a la duquesa de Grafton. A estas siguieron otras en trío para dos violines o dos flautas y bajo continuo (con clavecín]. En Escocia se conservan obras suyas sobre odas y canciones tradicionales escocesas y galesas.
No parece haberle preocupado demasiado su actividad como compositor, ya que no refleja los números de opus, que hay que deducir por similitudes paleográficas o recursos estilísticos no siempre datables. Tal práctica era común entre otros compositores de su época, que asignaban un número de orden a su producción a medida que la iban cediendo a sus editores. No obstante, sus piezas de música de cámara fueron muy demandadas por su originalidad y nobleza. Figuran incluidas en numerosas raccolte de la época.
Dejó escrita música para formaciones modernas en su tiempo, que utilizaban recursos de los nuevos instrumentos, como los clarinetes, las trompas de llaves, los acompañamientos con pianoforte e incluso con guitarra inglesa o los nuevos archicistres (arch-cyttern) llegados desde París que estaban de moda en Londres y Escocia, sobre todo en Edimburgo, Glasgow y Aberdeen.
A su regreso a España, compuso una serie de sonatas en forma de trío, de ellas su sonata 'Sonata II' es la única conocida de su producción que utiliza de modo recurrente tonalidades menores hasta la cadencia central. Tiene una estructura aparentemente programática de gran modernidad. Su movimiento inicial transmite sensación de movimiento, de marcha incesante, que aumenta ante la feliz cercanía del destino final. Sorprende la irrupción de un adagio - marcha, con silencios significativos y muy dramáticos al final de cada desarrollo melódico. Y finaliza con un tercer movimiento de júbilo, que un siglo más tarde alguien hubiera podido llamar Campanas de Yecla. Recuerda los toques de Gloria o de Fiesta Mayor imitando carillones o campanas a la manera de Haydn, Gluck o Leopoldo Mozart. Tales referencias a episodios concretos, ciñéndose al texto de las canciones que utiliza, solo aparecían hasta ese momento en algunas de sus melodías escocesas y galesas. Refleja así la tradición barroca de describir las pasiones del alma. O mirado de otro modo, como un precursor de los recursos del Romanticismo para evocar la naturaleza o los sentimientos.

### Selección
- Seis sonatas para violín solo y bajo, op. 1 (Six sonates á violon et basse). Londres, 1767.
- Doce canciones italianas y dúos para voz, guitarra y clave, op. 2 (Twelve Italian Songs and Duets for Voice, Guitare and Harpsichord). Londres, 1768.
- Seis sonatas para dos flautas alemanas o dos violines y bajo, op.3 (Six Sonatas for two German Flutes or Two Violins and a Bass). Londres, 1769.
- 2 Cantatas. Conservadas en el Conservatorio de Bruselas.
- 11 Sonatas para violín/a y bajo. Conservadas en el archivo del Palacio Real, Madrid.
  - Sonata para violín y bajo n.º 1 (1780).
  - Sonata para violín y bajo n.º 2 (1801).
  - Sonata para violín y bajo n.º 3 (1803).
  - Sonata para viola y bajo en do menor n.º 1 (1803).
  - Sonata para viola y bajo en sol mayor n.º 2 (1804).
  - Sonata para viola y bajo en fa menor n.º 3 (1804).
  - Sonata para violín y bajo n.º 4 (1804).
  - Sonata para violín y bajo n.º 5 (1805).
  - Sonata para viola y bajo en do mayor n.º 4 (1805).
  - Sonata para viola y bajo en do menor n.º 5 (1807).
  - Sonata para violín y bajo n.º 6 (1807).
- 2 tríos para 2 violines y bajo.
- 6 tríos para 2 violines y bajo. Conservadas en la Biblioteca del Congreso, Washington.